# Japán Kommunista Párt
A Japán Kommunista Párt (日本共産党; Hepburn: Nihon Kjószantó) kommunista politikai párt Japánban. 1922-ben alapították, ezzel japán legrégibb ma is tevékenykedő politikai pártja. A JKP támogatja a kapitalizmus eltörlését és egy szocializmuson, demokrácián és békén alapuló, militarizmus-ellenes társadalom kialakítását szorgalmazza.

## Története
A Japán Kommunista Pártot 1922. július 15-én Tokióban alapították a Kommunista Internacionálé tagszervezeteként. Vezetői kezdetben a keresztényszocialista és anarchoszindikalista mozgalmak nézeteit vallották. A párt az 1945-ös amerikai megszállásig földalatti mozgalomként működött, politikai pártok csak ettől kezdve szervezkedhettek és mérettethették meg magukat szabadon parlamenti választásokon.

## Fordítás
- Ez a szócikk részben vagy egészben  a   Japanese Communist Party című angol Wikipédia-szócikk ezen változatának fordításán alapul.  Az eredeti cikk szerkesztőit annak laptörténete sorolja fel. Ez a jelzés csupán a megfogalmazás eredetét és a szerzői jogokat jelzi, nem szolgál a cikkben szereplő információk forrásmegjelöléseként.

## Külső hivatkozások
- A Japán Kommunista Párt hivatalos honlapja